# Ophiogomphus carolus
Ophiogomphus carolus – gatunek ważki z rodziny gadziogłówkowatych (Gomphidae). Występuje na terenie Ameryki Północnej.